# Episodi di Liar - L'amore bugiardo (prima stagione)
La prima stagione della serie televisiva Liar - L'amore bugiardo, è stata trasmessa in prima visione dal canale britannico ITV dall'11 settembre al 16 ottobre 2017, mentre negli Stati Uniti è andata in onda su SundanceTV dal 27 settembre al 1º novembre 2017.
In Italia, la stagione è andata in onda su Nove dal 18 gennaio al 1º febbraio 2018.
| n° | Titolo originale    | Prima TV UK       | Prima TV USA      | Prima TV Italia  |
| -- | ------------------- | ----------------- | ----------------- | ---------------- |
| 1  | The Date            | 11 settembre 2017 | 27 settembre 2017 | 18 gennaio 2018  |
| 2  | I Know You're Lying | 18 settembre 2017 | 4 ottobre 2017    | 18 gennaio 2018  |
| 3  | White Rabbit        | 25 settembre 2017 | 11 ottobre 2017   | 25 gennaio 2018  |
| 4  | Catherine           | 2 ottobre 2017    | 18 ottobre 2017   | 25 gennaio 2018  |
| 5  | Check Mate          | 9 ottobre 2017    | 25 ottobre 2017   | 1º febbraio 2018 |
| 6  | The Marshes         | 16 ottobre 2017   | 1º novembre 2017  | 1º febbraio 2018 |